# 洁诺
洁诺（Signal）是英荷联合利华公司旗下的牙膏品牌，1961年开始在欧洲市场销售。
该品牌曾于1994年进入中国大陆市场销售，先后推出了洁诺抗菌全效牙膏和洁诺亮白牙膏，后因销量不佳于2008年退出中国大陆市场。